# IC 862
IC 862 је елиптична галаксија у сазвјежђу Береникина коса која се налази на листи објеката дубоког неба у Индекс каталогу.
Деклинација објекта је + 20° 2' 51" а ректасцензија 13h 16m 15,4s. Привидна величина (магнитуда) објекта IC 862 износи 14,3 а фотографска магнитуда 15,3. IC 862 је још познат и под ознакама CGCG 101-18, KARA 578, PGC 46181.